# Франс Гьортсен
Франс Гьортсен (нід. Frans Geurtsen, нар. 17 березня 1942, Утрехт) — нідерландський футболіст, що грав на позиції нападника у клубі ДВС. Гравець національної збірної Нідерландів.

## Клубна кар'єра
У дорослому футболі дебютував 1963 року виступами за команду клубу ДВС, кольори якої і захищав протягом усієї своєї кар'єри гравця, що тривала десять років. У складі цієї амстердамської команди був одним з головних бомбардирів команди, маючи середню результативність на рівні 0,53 голу за гру першості.

## Виступи за збірну
1964 року провів одну офіційну гру у складі національної збірної Нідерландів, в якій відзначився забитим голом. В подальшому до лав збірної в офіційних матчах не залучався.

## Досягнення
- Найкращий бомбардир чемпіонату Нідерландів (2):

1963–64, 1964–65